# Malick Sidibé
Malick Sidibé (ur. 1935 lub 1936 w Solobie, zm. 14 kwietnia 2016 w Bamako) – malijski fotograf.

## Życiorys
Urodził się i ukończył studia w zakresie projektowania i biżuterii w École des Artisans Soudanais w Bamako. W 1955 podjął praktykę w Gérard Guillat-guignard Photo Service's Boutique. W 1958 otworzył własne studio (Studio Malick) w Bamako i specjalizował się w fotografii dokumentalnej, koncentrując się zwłaszcza na młodzieży, kultury młodego malijskiego kapitalizmu.
W 2003 otrzymał Hasselblad Award, w 2007 wyróżniono go Złotym Lwem Biennale Wenecji za całokształt twórczości, a w 2009 został laureatem konkursu World Press Photo 2009 w Amsterdamie, w kategorii sztuka i rozrywka za pojedyncze zdjęcie.
Malick Sidibé jest reprezentowany przez Fifty One Fine Art Photography z Antwerpii.
Jego twórczość jest obecnie eksponowana w Europie (np. w Fondation Cartier w Paryżu), USA i Japonii.